# 폴 드레이턴 (육상 선수)
오티스 폴 드레이턴 (Otis Paul Drayton, 1939년 5월 8일 ~ 2010년 3월 2일)은 미국의 육상 선수였다.
뉴욕주 글렌코브에서 태어난 그는 1961년부터 1963년까지 220 야드(200m)에서 AAU 챔피언이었다.
1961년 그는 39.1초의 세계 기록을 세운 미국 400m 릴레이 팀의 일원이었으며, 1962년 20.5초의 200m 세계 기록을 동일하게 하였다.
드레이턴은 1964년 도쿄 올림픽에서 200m 은메달을 따고, 39.06초의 세계 기록을 세운 400m 릴레이에서 자신의 동료 제리 애시워스, 리처드 스테빈스, 밥 헤이스와 함께 금메달을 획득하였다.
드레이턴은 육상에서 은퇴한 후, 오하이오주 클리블랜드 근처에서 자신의 아내와 함께 살았다. 그는 2010년 3월 2일 70세의 나이로 암수술을 받은 후, 폐색전증으로 사망하였다.

## 참조
1. ↑  “클리블랜드의 올림픽 선수 폴 드레이턴, 향년 70세로 암 투병끝에 사망”. cleveland.com. 2010년 3월 2일. 2010년 3월 2일에 확인함.